# Селџук-султанија (ћерка Мурата II)
Селџук-султанија (тур. Selçük Sultan; 1430, Једрене) је била ћерка Мурата II.

## Бракови
Није познато ко је била њена мајка. Као петнаестогодишњакиња је била удата за Караџа-пашу, који је преминуо 1456. године. 
Следећи брак је склопила са Јусуф Синан-пашом (ум. 1486), који је најпре био везир. Када је разрешен дужности, постављен је за предавача једренске школе Хадис.